# Saint-Christophe-du-Jambet
Saint-Christophe-du-Jambet ist eine französische Gemeinde mit 231 Einwohnern (Stand: 1. Januar 2022) im Département Sarthe in der Region Pays de la Loire; sie gehört zum Arrondissement Mamers und zum Kanton Sillé-le-Guillaume. 

## Geographie
Saint-Christophe-du-Jambet liegt etwa 26 Kilometer nordnordwestlich von Le Mans. Umgeben wird Saint-Christophe-du-Jambet von den Nachbargemeinden Moitron-sur-Sarthe im Norden, Piacé im Nordosten, Juillé im Osten, Beaumont-sur-Sarthe im Südosten, Assé-le-Riboul im Süden sowie Ségrie im Süden und Westen.

## Bevölkerungsentwicklung
| 1962                      | 1968 | 1975 | 1982 | 1990 | 1999 | 2006 | 2013 |
| ------------------------- | ---- | ---- | ---- | ---- | ---- | ---- | ---- |
| 347                       | 315  | 275  | 231  | 183  | 223  | 188  | 217  |
| Quelle: Cassini und INSEE |      |      |      |      |      |      |      |

## Sehenswürdigkeiten
- Kirche Saint-Christophe aus dem 15. Jahrhundert, Monument historique seit 1912
- Schloss La Cour du Val aus dem Jahr 1902

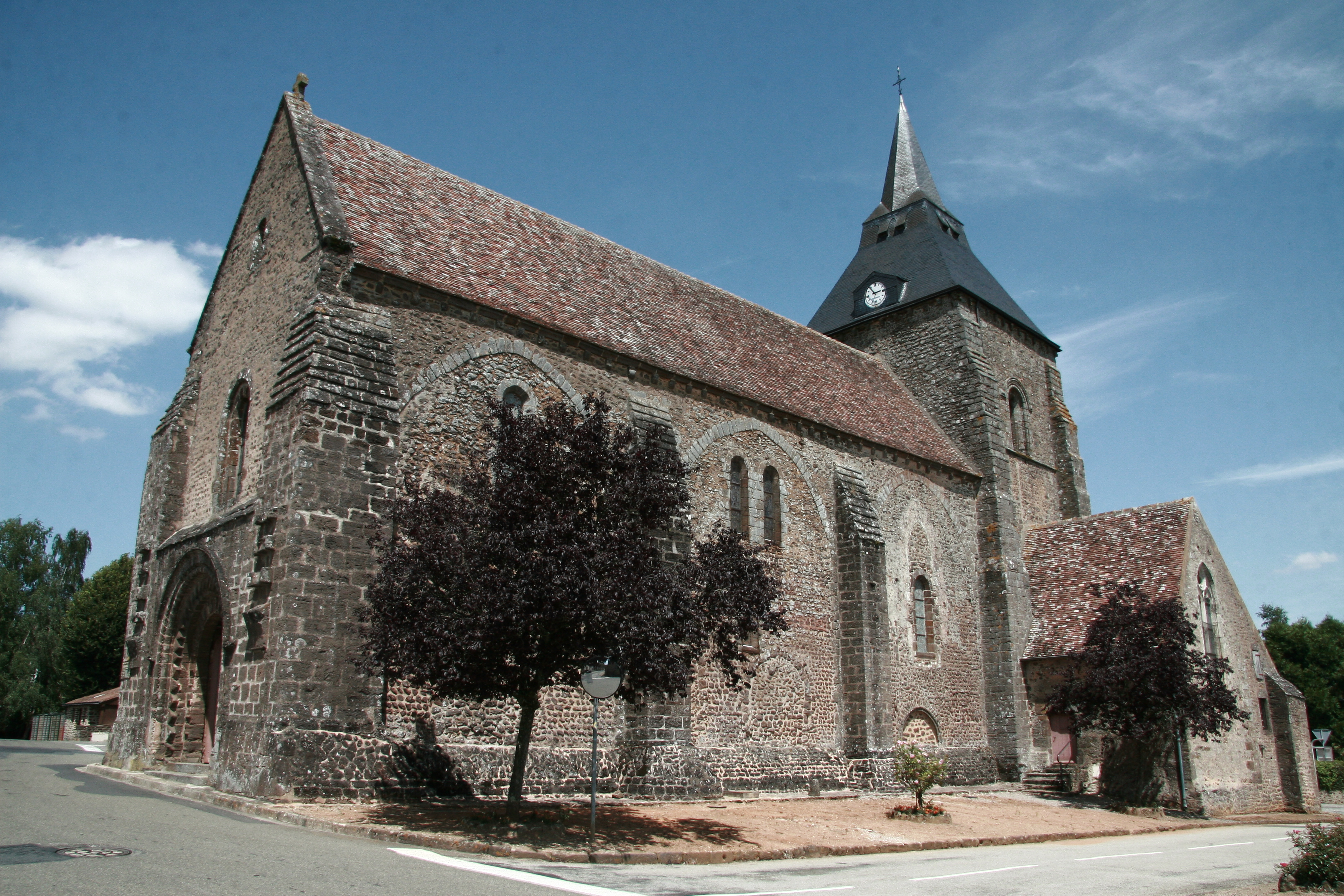
Kirche Saint-Christophe